# Гај Фијери
Гај Фијери (енгл. Guy Fieri, /fjɛri/), рођен као Гај Рамзи Фери (енгл. Guy Ramsay Ferry; Коламбус, 22. јануар 1968), амерички је кувар, власник ресторана, писац, водитељ и телевизијска личност. Власник је шест ресторана у Калифорнији и познат је по емисијама на Фуд нетворку.
ТВ-канал Фуд нетворк прогласио је 2010. Фијерија за "лице канала".

## Детињство и младост
Рођен у Коламбусу у Охају. Одрастао је у Ферндејлу, у руралном делу округа Хамболт. Током средње школе је био на размени ученика у Француској, где се почео интересовати за кулинарство. Његов прадедадеда је био Италијан и презивао се Фјери. Презиме по рођењу (Фери) Гај је 1995, након женидбе, променио у оригинално Фијери.
Још у основној школи се бавио продајом переца. На ученичкој размени у Француској прао је судове у ресторанима. Када се вратио у Сједињене Америчке Државе, накратко је радио у ресторану Црвени лав у Јурики у Калифорнији, али је убрзо напустио посао како би отишао у Лас Вегас на факултет. Једно време је радио као менаџер ресторана, након чега је и отворио своје ресторане. Фијери је дипломирао хотелијерство 1990.

### Ресторани
Фијери је 1996. са партнером Стивом Грубером у Санта Роси у Калифорнији отворио свој први ресторан назван Џони Гарлик. Следили су Џони Гарлик ресторани у Виндзору 1999, у Петлуми 2000, у Роузвилу 2008. и у Даблину 2011. Критички приказ његовог ресторана Гајева америчка кухиња и бар у Њујорку, објављена у Њујорк тајмсу, била је најчитанија критика до тада. У априлу 2014. отворио је још један ресторан брзе хране у Лас Вегасу.

## Приватни живот
Гај Фијери живи у северној Калифорнији са супругом Лори и децом Хантер и Рајдер. Хоби му је сакупљање класичних америчких аутомобила.

## Књиге
Са Аном Волквин написао три књиге, од којих су прве две биле бестселери Њујорк тајмса преко 12 недеља.
- Diners, Drive-ins, and Dives: An All-American Road Trip…with Recipes! (октобар 2008),[13]
- More Diners, Drive-ins and Dives: Another Drop-Top Culinary Cruise Through America's Finest and Funkiest (новембар 2009),[14] и
- Guy Fieri Food: Cookin' It, Livin' It, Lovin' It (мај 2011).[15]